# نيفيل باول
نيفيل باول (بالإنجليزية: Neville Powell)‏ (2 سبتمبر 1963 في المملكة المتحدة - ) هو مدرب كرة قدم ولاعب كرة قدم بريطاني في مركز الوسط. لعب مع نادي بانغور سيتي ونادي ترانمير روفرز لكرة القدم ونادي كوناهس كواي.

## وصلات خارجية
- نيفيل باول على موقع قاعدة بيانات كرة القدم.إي يو (الإنجليزية)